# 라무나스 카르바우스키스
라무나스 카르바우스키스(리투아니아어: Ramūnas Karbauskis, 1969년 12월 5일 ~ )는 리투아니아의 정치인, 경영가, 자선가이다. 농민 출신의 부호로서 현 리투아니아 농민녹색연합 의장이다.
그가 이끄는 농민녹색연합은 중도 우파 군소 정당으로, 2016년 당시 달랑 현역 의원이 한 명인 상태였으나 11월 치러진 총선에서 승리하여 제1정당이 되어 모두를 놀라게 했다. 농민녹색연합은 총 141석 중에서 38%인 54석을 차지했다. 농민녹색연합의 승리는 저임금과 경기 침체, 인구 유출에 따른 국민의 실망감이 만들어낸 결과라고 전문가들은 분석했다. 카르바우스키스 의장은 '경제성을 우선 순위에 두고 모든 것을 바꿀 것'이라고 밝혔다.